# Olivier Gagnère
Olivier Gagnère, né en 1952 à Boulogne-Billancourt, est un artiste français, dont les domaines de prédilection sont l'architecture d'intérieur, le design, l'ébénisterie.
Le journal Le Monde le qualifie en 2015 d'« électron libre du design ».

## Jeunesse
Olivier Gagnère naît en 1952 à Boulogne-Billancourt. Son père est antiquaire à Paris.
Il effectue des études de droit avant de bifurquer vers l'art dans lequel il se lance en autodidacte.
Il décrit lui-même sa méthode de travail comme empreinte d'« un empirisme absolu ».

## Réalisations
À partir de 1981, il travaille avec Ettore Sottsass à Milan, ce qui est pour lui une révélation,.
En 1992, il est finaliste du concours visant à restructurer l'aménagement intérieur de la primatiale Saint-Jean de Lyon ; c'est toutefois Andrée Putman qui gagne ce concours.
Assez éclectique, il conçoit aussi bien des verreries que des céramiques, des luminaires, des meubles, des couteaux Laguiole ; ses réalisations incluent également des aménagements intérieurs, comme celui du Café Marly, à Paris, en 1994, le salon de thé Bernardaud, le Lido ou les magasins Renaud Pellegrino.
En 2015, une exposition personnelle lui est consacrée au Musée de Vallauris. Il expose régulièrement ses œuvres à la galerie En Attendant les Barbares, Paris.